# Thrudvangar

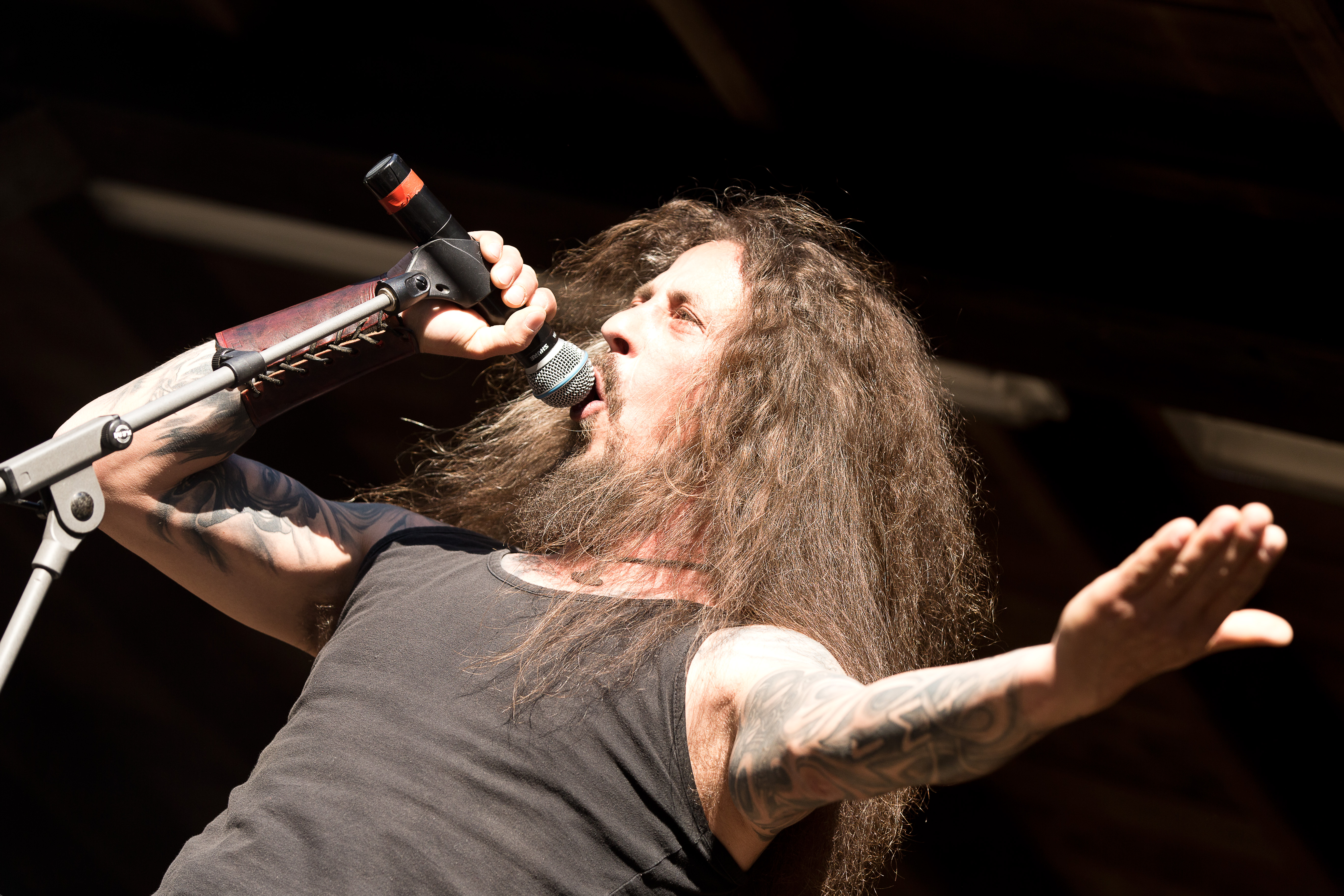
Sänger Matze auf dem Dark Troll Festival 2016.

Thrudvangar war eine deutsche Viking-Metal-Band aus Köthen.

## Bandgeschichte
Thrudvangar wurde 1998 von Torsten und Christian in Köthen gegründet. Im Jahre 2001 hat man sich nach etlichen Line-Up-Wechseln auf den Namen Thrudvangar (das Reich des nordischen Gottes Thor) geeinigt und spielte mehrere Auftritte. 2002 erschien eine CD in Eigenproduktion mit fünf Songs. 2004 erschien dann das erste richtige Album Ahnenthron und es folgten Auftritte auf dem Ultima Ratio-Festival und dem Ragnarök-Festival, jeweils 2005 und 2006. Ende 2005 begab sich die Band wieder ins Studio und veröffentlichte im August 2006 ihr zweites Album Walhall auf Einheit Produktionen. Das Label veröffentlichte Ende 2006 das Debütalbum Ahnenthron mit zusätzlichem Bonusmaterial neu. 2007 folgte dann auch schon das dritte Album Zwischen Asgard und Midgard. Im Jahr 2008 wurde dann die Split-LP (7 Zoll) mit der russischen Viking-Metal-Band Nomans Land veröffentlicht, zu der Thrudvangar ihren Song Im Zeichen des Hammers beisteuerten.
Das 2010 veröffentlichte vierte Album Durch Blut und Eis war das erste Konzeptalbum der Band und behandelt das Leben und die Taten von Erik „dem Roten“. Es beinhaltet eine Bonus-DVD mit dem Auftritt vom Barther Metal Open Air 2009, einem Interview und dem Videoclip zum Albumtitel Thornesthing.
2012 verließ Keyboarder und Gründungsmitglied Andreas die Band, um sich anderen Projekten zu widmen. Somit war 2013 mit Tiwaz nicht nur das fünfte Album der Band entstanden, sondern zugleich auch das erste, das vollständig ohne Keyboardeinsatz auskam. Außerdem wechselten Thrudvangar mit Tiwaz zum Label Massacre Records.
Kurz nach der Veröffentlichung wurde Gitarrist Kanne durch Flo ersetzt. 2014 erklärte dann auch Christian – als eines der beiden verbliebenen Gründungsmitglieder – seinen Austritt aus der Band, um sich seinen zahlreichen Studioprojekten im eigenen Black-In-Sound-Studio zu widmen. Seine Position wurde von Sebastian übernommen.
Am 29. März 2022 gab die Band über Facebook bekannt, dass sie sich nach über 20 Jahren auflösen. Als Grund wurden verschobene Prioritäten der einzelnen Bandmitglieder angegeben. Im Zuge dessen wurden auch alle schon geplanten Konzerte und Festivalauftritte abgesagt.

## Stil
Thrudvangar spielen traditionellen Viking Metal, der sich durch die Verwendung von Elementen des Black Metal und Pagan Metal auszeichnet. Die Songs werden in einem mittleren bis schnellen Tempo gespielt und beinhalten vor allem auf den ersten Alben fast durchgängig Keyboard-Arrangements. Seit der 2013 veröffentlichten Tiwaz verzichten Thrudvangar gänzlich auf ein Keyboard und rücken damit den Gitarren-Sound endgültig in den Vordergrund.
Die Texte beziehen sich stets auf die nordische Mythologie, aber auch auf historische Ereignisse sowie Sagen und Legenden der Wikinger. So beschäftigt sich das Konzeptalbum Durch Blut und Eis ausschließlich mit dem Leben Eriks „des Roten“ Thorvaldsson. Der Gesangsstil ist typischerweise vom Black Metal beeinflusst.

## Diskografie
- 2002: Demo
- 2004: Ahnenthron (Re-Release 2006 bei Einheit Produktionen)
- 2006: Walhall (Einheit Produktionen)
- 2007: Zwischen Asgard und Midgard (Einheit Produktionen)
- 2008: Split mit Nomans Land (Single) (Einheit Produktionen)
- 2010: Durch Blut und Eis (Einheit Produktionen)
- 2013: Tiwaz (Massacre Records)
- 2020: Vegvisir (Trollzorn Records)